# Раи (футболист, 2002)
Раи да Сильва Пессанья (порт. Raí da Silva Pessanha, более известный, как Раи (порт. Raí) род. 21 апреля 2002, Рио-де-Жанейро) — бразильский футболист, полузащитник клуба КРБ.

## Клубная карьера
Раи — воспитанник клуба «Ботафого». 30 января 2022 года в матче Лиге Кариока против «Бангу» он дебютировал за основной состав. 3 февраля в поединке против «Мадурейра» игрок забил свой первый гол за «Ботафого». 29 мая 2023 года в матче против «Америка Минейро» он дебютировал в бразильской Серии A.
В начале 2024 года Раи был арендован КРБ. 27 апреля в матче против «Амазонас» он дебютировал в бразильскую Серию B.